# توم باترسون
توم باترسون (15 أكتوبر 1948 في الولايات المتحدة - 1 فبراير 1982) (بالإنجليزية: Tom Patterson)‏ هو لاعب كرة سلة أمريكي في مركز هجوم صغير الجسم. لعب مع Ouachita Baptist Tigers ‏.

## وصلات خارجية
- توم باترسون على موقع إن بي أي (الإنجليزية)
- توم باترسون على موقع سبورتس رفرنس (الإنجليزية)
- توم باترسون على موقع ريلجم (الإنجليزية)
- توم باترسون على موقع بروبوليرز (الإنجليزية)